# Ишмаметово
Ишмаметово (баш. Ишмәмәт) — деревня в Бураевском районе Башкортостана, входит в состав Кашкалевского сельсовета. 

## История
Вотчинники Кыр-Унларской тюбы дали мещеряку этой же деревни Кадырмету Самойлову сыну Чекмарову договорную запись от 10 октября 1710 г. о припуске его для поселения в свою вотчину на правах общего владения. В ней записано, что «Кадырметю з женою и з детьми и со внучеты поселитца с нами, вотчинниками, в нашей вотчине юртом вместе и пашенною землею ... и всеми угодьи ... владеть ему с нами ... вопче ... А ясак в казну и всякие подати и подводы 126 гонять ему с нами в опче ж».
Еще одно договорное письмо от 1 ноября 1737 г., по которому кыр-унларцы дали «пахотную землю и сенные покосы» по р. Кизган ясачным татарам из д. Имаково Сибирской дороги Осману Азметову, Алкею Бикметову, Биккулу Кадерметову, Муртазе Ибрагимову, Танбулату Тогаеву «с товарыщи». Так формировалось население поселения.
В 1811 г. эта деревня названа Ишмет Тузла («Ишмамет тож»).
В 1795 г. здесь было 28 тептярей; в 1811 г. - 32 тептяря, 18 мещеряков; в 1816 г. - 31 тептярь, 22 мещеряка; в 1834 г. - 36 тептярей, 23 мещеряка; в 1859 г. - всех 134 припущенника, 4 башкира-вотчинника; в 1870 г. - 80 тептярей, 60 башкир (вместо мишарей).
В 1842 г. на 23 мишаря было засеяно 96 пудов озимого и 160 пудов ярового хлеба. Им принадлежало 20 лошадей, 20 коров, 9 овец, 1 коза.
Согласно сельскохозяйственной переписи 1920 г. в деревне Кадырметово проживало - 228 мишарей, 201 татарин и 16 русских.

## Население
| 2002 | 2009 | 2010 |
| ---- | ---- | ---- |
| 184  | ↘177 | ↘149 |

Согласно переписи 2002 года, преобладающая национальность — башкиры (97 %).

## Географическое положение
Расстояние до:
- районного центра (Бураево): 26 км,
- центра сельсовета (Кашкалево): 1 км,
- ближайшей ж/д станции (Янаул): 94 км.

## Известные уроженцы
- Давлетьяров, Муллаян Хабибярович (1957—2015) — российский художник, живописец, заслуженный художник Республики Башкортостан (2010), член Союза художников РФ с 1995 года.